# 八路军总部北阳城旧址
八路军总部北阳城旧址位于中国山西省运城市稷山县清河镇北阳城村。

## 保护
2021年8月4日，八路军总部北阳城旧址公布为第六批山西省文物保护单位，近现代重要史迹及代表性建筑类，年代为1937年，编号6-363。	